# Sphondylium giganteum
Sphondylium giganteum är en flockblommig växtart som beskrevs av Franz Georg Hoffmann. Sphondylium giganteum ingår i släktet Sphondylium och familjen flockblommiga växter. Inga underarter finns listade i Catalogue of Life.